# 新雅粤菜馆

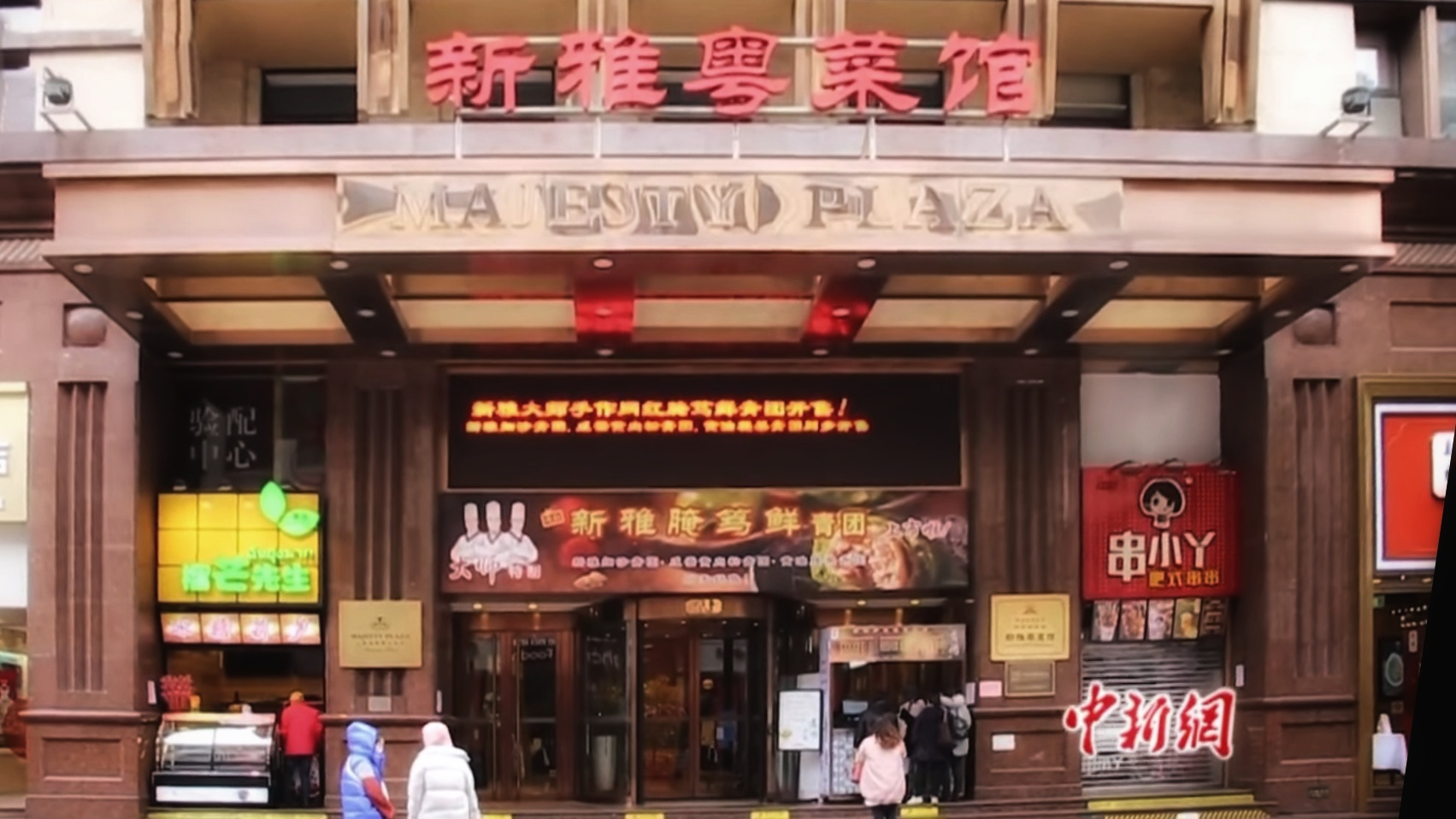

新雅粤菜馆是中華人民共和國上海市的一個粵菜餐館，隸屬杏花樓集團。

## 历史
1927年新雅粤菜馆由廣東人蔡建卿開設於虹口北四川路。1932年又在南京路開設總店，虹口則降為分店。1937年，虹口分店关闭，并入南京路店。1956年公私合營。1998年，粤菜馆改建成一座十层的建筑，总面积达8500平方米。2000年，被评选为“全国十佳酒家”。2018年，新雅粤菜馆在南京西路丰盛里与浦东长泰广场开出“新雅茶室”。

## 菜品
新雅粤菜馆的招牌为菜与点心。其中菜品主要有招牌海鲜泡饭、水晶虾仁、烟熏鲳鱼、蚝油牛肉、蟹粉豆腐、南乳糟鱼片、烤乳鸽、烤乳猪、片皮鸭、葱油白切鸡等兼具粤菜与淮扬菜的海派西餐。此外点心有蜜汁叉烧、奶油布丁、水晶饼等粤菜风格。月饼为其核心产品，其中“新雅广式月饼”为“上海市著名商标”。

## 外部連結
- 官方网站